# La Mare aux grenouilles
Pour plus de détails, voir Fiche technique et Distribution.
La Mare aux grenouilles (The Wind in the Willows) est un moyen métrage d'animation et une des deux séquences du film Le Crapaud et le Maître d'école (1949) des studios Disney.

## Synopsis

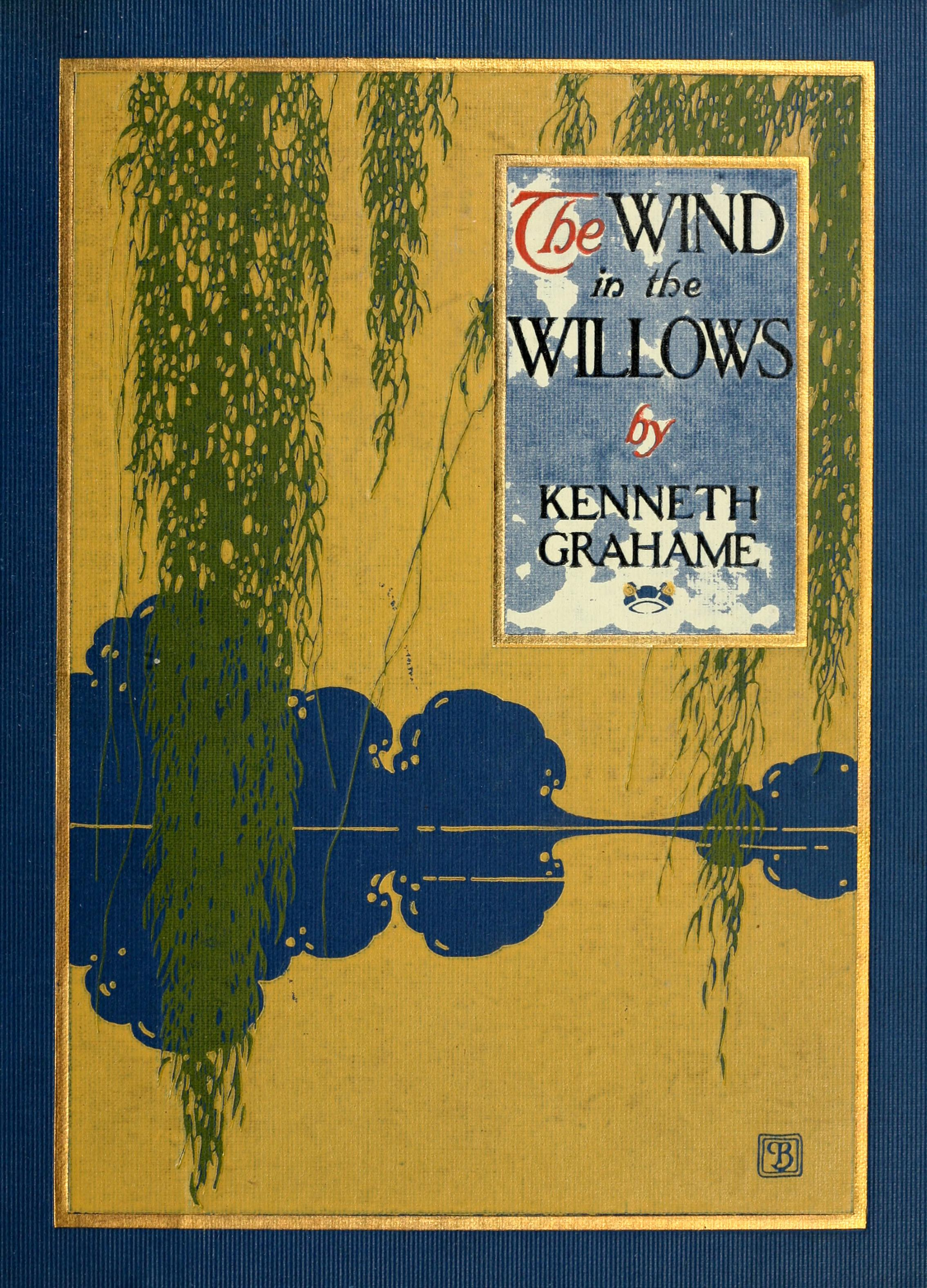
Couverture américaine du Vent dans les saules (1913).

Inspirée du Vent dans les saules (1908) de Kenneth Grahame, La Mare aux grenouilles raconte l'histoire de Crapaud Baron Têtard dont la passion débordante pour les automobiles inquiète grandement ses amis Taupe, Rat et Angus McBlaireau, surtout quand Crapaud échange son manoir ancestral à des fouines contre un bolide volé... Monsieur Crapaud se met rapidement à flâner sans but sur les routes, jusqu'au jour où sa drôle d'escapade le mène derrière les barreaux. Ses amis s'acharnent à prouver son innocence en allant chercher des preuves dans son ancien manoir occupé par des bandits.

## Fiche technique
- Titre original : The Wind in the Willows
- Titres francophones : La Mare aux grenouilles
- Réalisation : Clyde Geronimi, James Algar et Jack Kinney
- Scénario : Homer Brightman, Winston Hibler, Harry Reeves et Ted Sears d'après Kenneth Grahame (The Wind in the Willows)
- Conception graphique :
  - Couleurs et stylisme : Claude Coats, Don Da Gradi, Mary Blair et John Hench
  - Cadrage (Layout) : Charles Philippi, Al Zinnen, Tom Codrick, Hugh Hennesy, Thor Putnam et Lance Nolley
  - Décors : Ray Huffine, Art Riley, Merle Cox, Brice Mack et Dick Anthony
- Animation :
  - Supervision : Frank Thomas, Ollie Johnston, John Lounsbery, Wolfgang Reitherman, Milt Kahl et Ward Kimball
  - Animation des personnages : Fred Moore, Harvey Toombs, John Sibley, Hal King, Marc Davis, Hugh Fraser, Hal Ambro et Don Lusk
  - Effets spéciaux : George Rowley et Jack Boyd
- Procédé technique : Ub Iwerks
- Son : C. O. Slyfield (supervision), Robert O. Cook (enregistrement)
- Montage : John O. Young (film), Al Teeter (musique)
- Musique :
  - Compositeur : Oliver Wallace
  - Arrangements vocaux : Ken Darby
  - Chansons[1] : Frank Churchill et Charles Wolcott pour la musique et Larry Morey et Ray Gilbert pour les paroles (Merrilly on Our Way)
  - Orchestrations : Joseph Dubin
- Producteur délégué : Ben Sharpsteen
- Production : Walt Disney Productions
- Distribution : RKO Radio Pictures
- Format : Couleurs - 1,37:1 - Mono (RCA Sound System)
- Durée : 30 minutes
- Dates de sortie : États-Unis : 5 octobre 1949

Sauf mention contraire, les informations proviennent de : Leonard Maltin, John Grant, Jerry Beck

## Distribution

### Voix originales
- Basil Rathbone : Narrateur

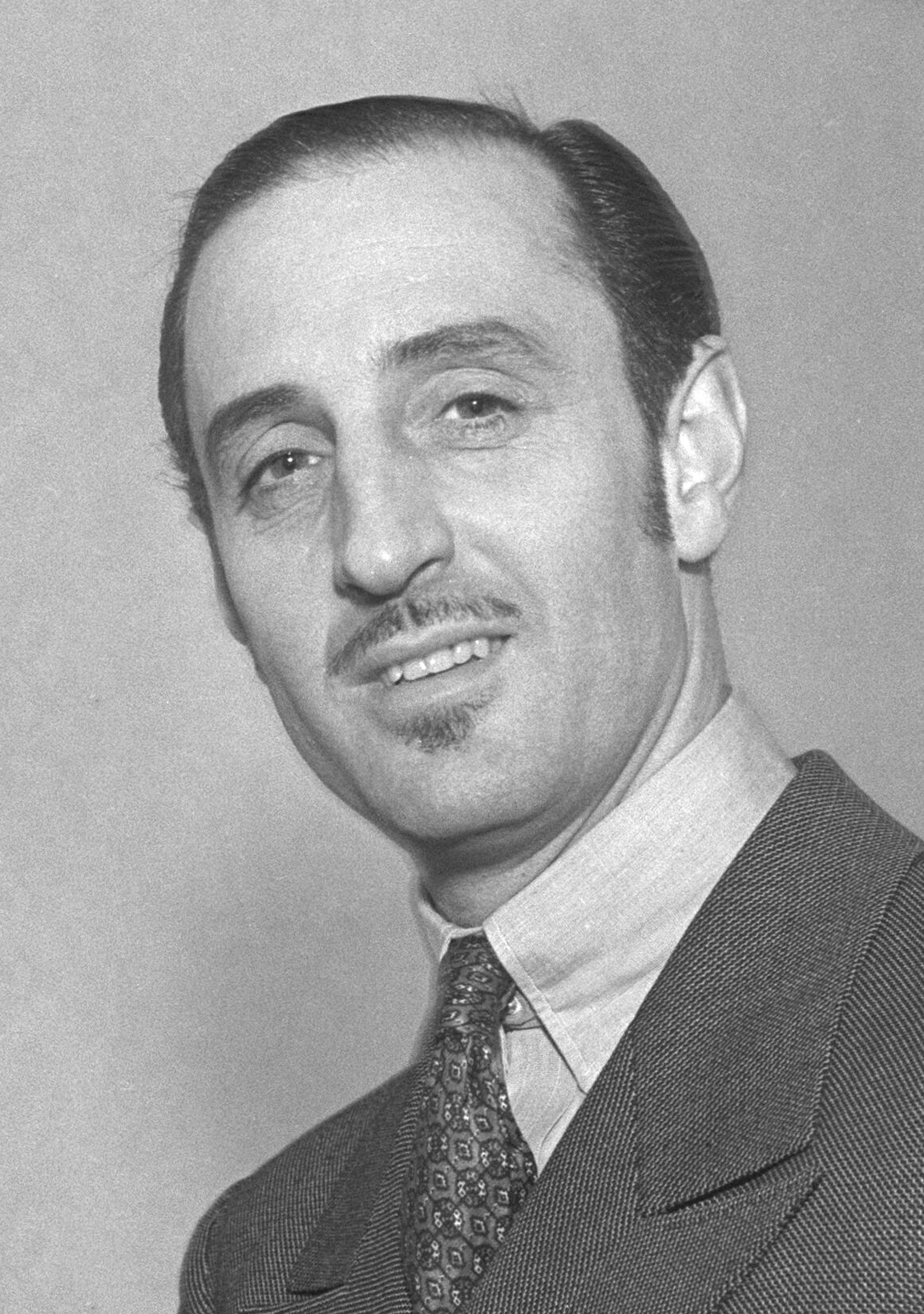
Basil Rathbone en 1935.

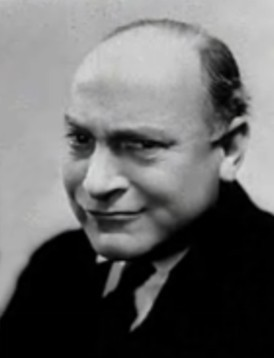
Eric Blore en 1935.

- Eric Blore : J. Thaddeus Toad (Crapaud)
- J. Pat O'Malley : Cyril Proudbottom
- Campbell Grant : Angus McBadger (Blaireau)
- Claud Allister : Rat
- Collin Campbell : Mole (Taupe)
- Oliver Wallace : Winky (Moustache)
- John McLeish (as John Ployardt) : Prosecutor (Le procureur)
- Leslie Denison : Judge (Juge) / First weasel (Première fouine)
- Edmond Stevens : Second weasel (Deuxième fouine)

### Voix françaises
- Roger Carel : Crapaud, baron Têtard
- Henri Tallourd : Crapaud (voix chantée)
- Michel Costa : Crapaud (voix chantée, version alternative)
- Francis Lax : Cyril Trottegalop
- Georges Costa : Cyril Trottegalop (voix chantée, version alternative)
- Jacques Ciron : Rat
- Teddy Bilis : Taupe
- Maurice Nasil : Ange McBlaireau
- Guy Piérauld : M. Moustache
- Paul-Émile Deiber : le procureur
- Jean Berger : le narrateur
- Jean-Henri Chambois : le juge
- Albert Médina
- Fernand Fabre
- Jean Michaud : l'huissier

Version longue
- Jean-Pierre Denys : MacBlaireau (scène inédite)
- Patrice Paris
- Michel Feder

## Adaptations et réutilisations

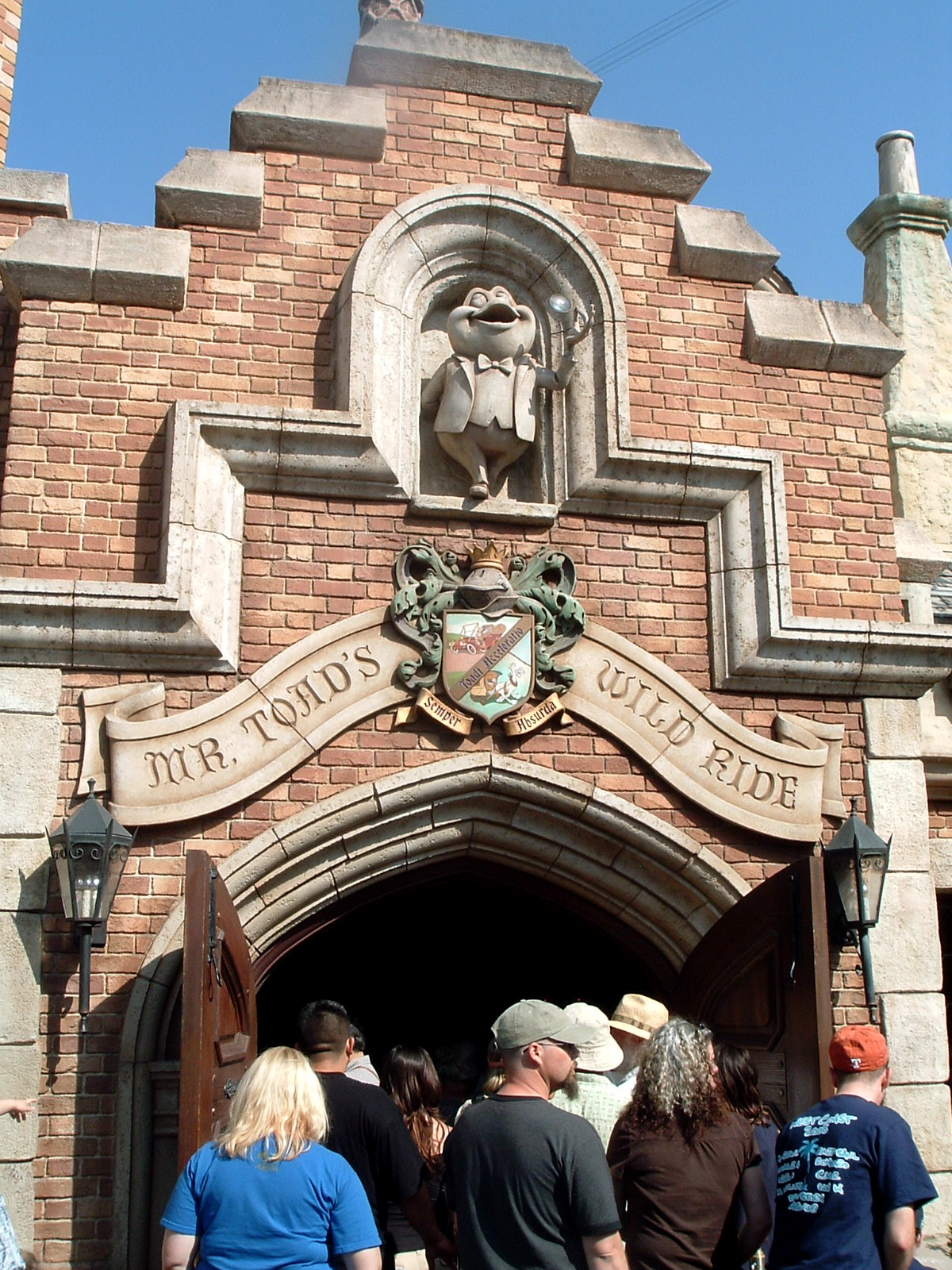
Façade de l'attraction à Disneyland.

La séquence de La Mare aux grenouilles (32 min) a été diffusée :
- à la télévision dans l'émission Walt Disney Presents sur ABC le 2 février 1955[5].
- au cinéma seul sous le nom The Madcap Adventures of Mr. Toad le 25 décembre 1975[6].
- au cinéma avec le film Tête brûlée et pied tendre en juillet 1978[7].

Mr. Toad's Wild Ride est une attraction de type parcours scénique inspirée de la séquence La Mare aux grenouilles ouverte en 1955 à Disneyland et en 1971 au Magic Kingdom de Walt Disney World Resort. Alors que la première existe toujours, celle du Magic Kingdom a fermé définitivement en 1998. Le parc Disneyland français possède un restaurant nommé Mr. Toad's situé entre l'attraction Peter Pan's Flight et la gare du Disneyland Railroad et présentant une façade identique aux attractions.
La Mare aux grenouilles constitue la première apparition du « gang des belettes » (ou fouines) qui sèmera la terreur dans Qui veut la peau de Roger Rabbit (1988). Elles sont également présentes dans Le Noël de Mickey (1983) aux côtés de Crapaud, Rat, Taupe, Blaireau et Cyril Proudbottom.